# Lord of the Isle of Wight
Die Lords of the Isle of Wight waren im hochmittelalterlichen England die Herren der Isle of Wight.
Nach der normannischen Invasion Englands 1066 ernannte König Wilhelm I. der Eroberer seinen Gefolgsmann William FitzOsbern zum erblichen Herrn der Isle of Wight. Nachdem sich dessen Sohn allerdings 1075 am Aufstand der Grafen beteiligt hatte, wurde die Insel der Familie FitzOsbern wieder entzogen. König Heinrich I. vergab die Lordschaft schließlich 1101 an seinen treuen Ritter Richard de Redvers, in dessen Familie sie fortan erblich blieb.
König Eduard I. unternahm lange Anstrengungen, um die für die Kontrolle des Ärmelkanals wichtige Isle of Wight in seinen Besitz zu bekommen. Aber erst auf ihrem Sterbebett einen Tag vor ihrem Tod am 9. November 1293 war die letzte, kinderlose Redvers-Countess of Devon bereit, die Insel für 6.000 Mark an den König zu verkaufen. Ihr Cousin Hugh de Courtenay of Okehampton stritt daraufhin mehrere Jahre um das Erbe der Countess und wurde 1335 lediglich als Earl of Devon investiert; die Insel verblieb aber weiterhin im Krongut der englischen Krone. 
Angeblich krönte König Heinrich VI. im Jahr 1444 seinen Freund Henry de Beauchamp, 1. Duke of Warwick († 1446) zum König der Isle of Wight.

## Lords of the Isle of Wight, 1. Verleihung (1066)
- William FitzOsbern, 1. Earl of Hereford  (1020–1071)
- Roger de Breteuil, 2. Earl of Hereford (1075 beschlagnahmt)

## Lords of the Isle of Wight, 2. Verleihung (1101)
- Richard de Redvers († 1107) (Haus Redvers), Neffe von William FitzOsbern
- Baldwin de Redvers, 1. Earl of Devon († 1155)
- Richard de Redvers, 2. Earl of Devon († 1162)
- Baldwin de Redvers, 3. Earl of Devon († 1188)
- Richard de Redvers, 4. Earl of Devon († um 1193)
- William de Redvers, 5. Earl of Devon († 1217)
- Baldwin de Redvers, 6. Earl of Devon († 1245)
- Baldwin de Redvers, 7. Earl of Devon (1236–1262)
- Isabel de Redvers, 8. Countess of Devon (1237–1293)